# 케빈 코리건
케빈 코리건(Kevin Corrigan, 1969년 3월 27일 ~ )은 미국의 배우이다.

## 출연 작품
- 디파티드